# William A. Fowler
William Alfred Fowler, född 
9 augusti 1911 i Pittsburgh, Allegheny County, Pennsylvania, död 14 mars 1995 i Pasadena, Los Angeles County, Kalifornien. Amerikansk nobelpristagare i fysik 1983. Han fick priset med motiveringen "för hans teoretiska och experimentella studier av de kärnreaktioner, som är av betydelse för de kemiska elementens bildning i universum". Han delade priset med Subramanyan Chandrasekhar, där den gemensamma nämnaren var stjärnornas utveckling.

## Utbildning och forskarkarriär
Fowler växte upp i Lima, Ohio. Sin akademiska grundutbildning fick han vid Ohio State University. Han fortsatte sedan till Caltech och blev forskarstuderande under Charles Christian Lauritsen – en dansk fysiker, ingenjör och violinist – i W.K. Kellogg strålningslaboratorium. Som många skandinaver gillade denne Carl Michael Bellman. Lauritsens försök att lära Fowler sjunga Bellmans dryckesvisor var dock inte lika framgångsrika som hans övriga inflytande på sin doktorand, vars avhandling fick titeln "Radioactive Elements of Low Atomic Number".
Efter kriget restaurerade man Kellogg som kärntekniskt laboratorium och inriktade forskningen på kärnreaktioner i stjärnor.

## Vetenskaplig gärning
Det storslagna konceptet med nukleosyntes i stjärnor blev definitivt fastlagt av Fred Hoyle 1946. Efter Whaling's bekräftelse av Hoyles idéer vid Kellogglabbet blev Fowler övertygad och han tillbringade ett år runt 1955 i Cambridge, England, som Fulbright Scholar för att arbeta med Hoyle. Där anslöt sig Geoffrey och Margaret Burbidge. 1956 var makarna Burbidge och Hoyle på Kellogg och 1957 publicerade de fyra resultatet av ansträngningarna i en artikel, där de visade att alla grundämnen från kol till uran kunde produceras genom kärnprocesser utifrån ursprungligt väte och helium i stjärnor under deras energiomvandling och utveckling. Denna artikel kom att bli känd som B2FH efter författarnas initialer.

### Eftermäle
Fowler har genomfört experimentella studier och teoretiska beräkningar på kärnreaktioner med stort intresse för astrofysiken. Härvid kom Fred Hoyle att bli en stor inspirationskälla.
Av någon anledning blev Hoyles originalbidrag förbisett av nobelkommittén, vilket förvånade många insatta fysiker och astronomer. Fowler själv har i en självbiografisk skiss vitsordat Hoyle’s pionjärinsats.

### Utmärkelser
- Eddington-medaljen 1978
- Bruce-medaljen 1979
- Nobelpriset i fysik 1983
- Asteroiden 12137 Williefowler[14]